# Kangley
Kangley – wieś w Stanach Zjednoczonych, w stanie Illinois, w hrabstwie LaSalle.